# Heuringhem
Heuringhem je francouzská obec v departementu Pas-de-Calais v regionu Hauts-de-France. V roce 2015 zde žilo 1 340 obyvatel.

## Poloha obce
Sousední obce jsou: Blendecques, Campagne-lès-Wardrecques, Ecques, Helfaut, Quiestède, Racquinghem a Wardrecques.

## Vývoj počtu obyvatel
Počet obyvatel